# Agave shawii

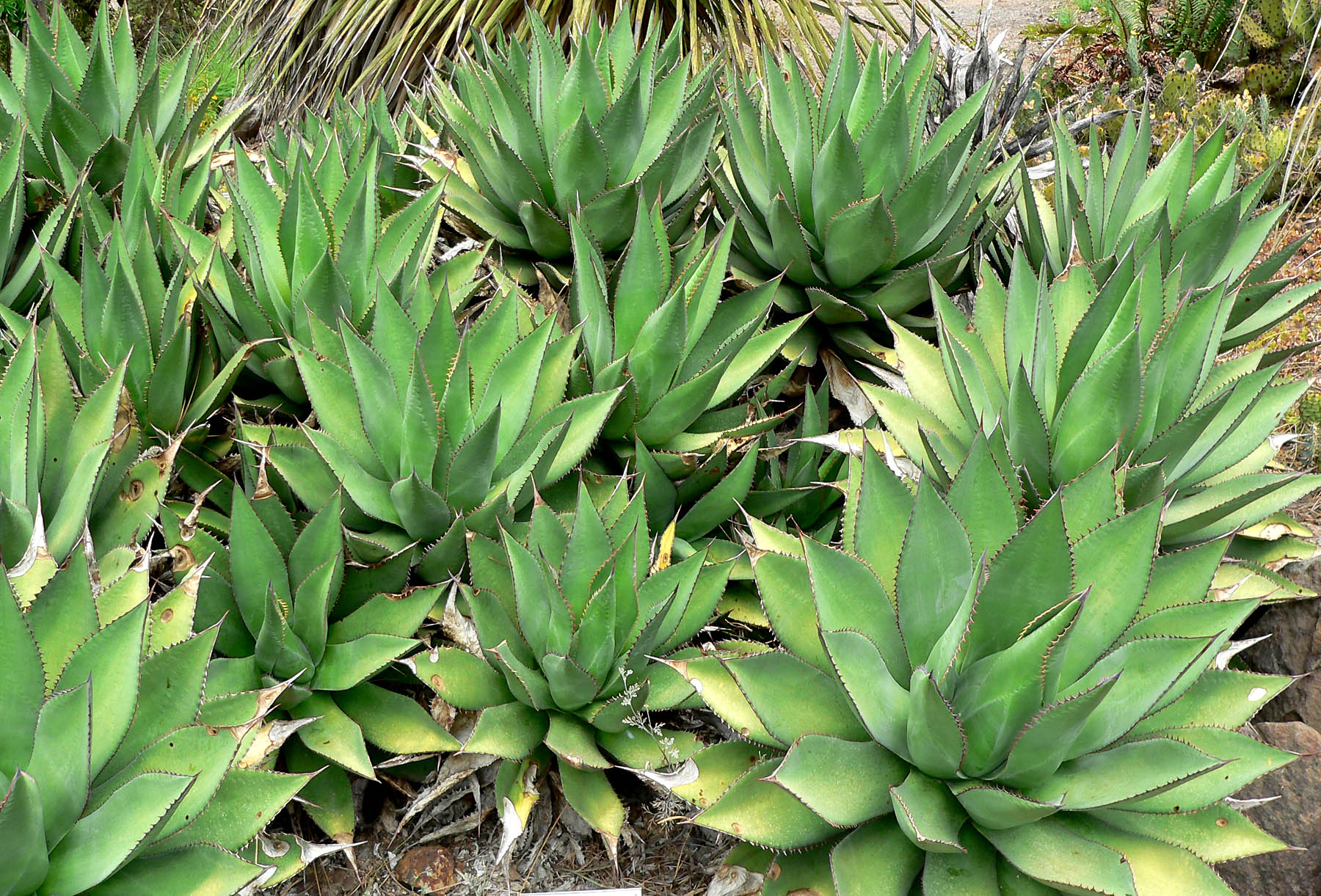
Conjunt dAgave shawii

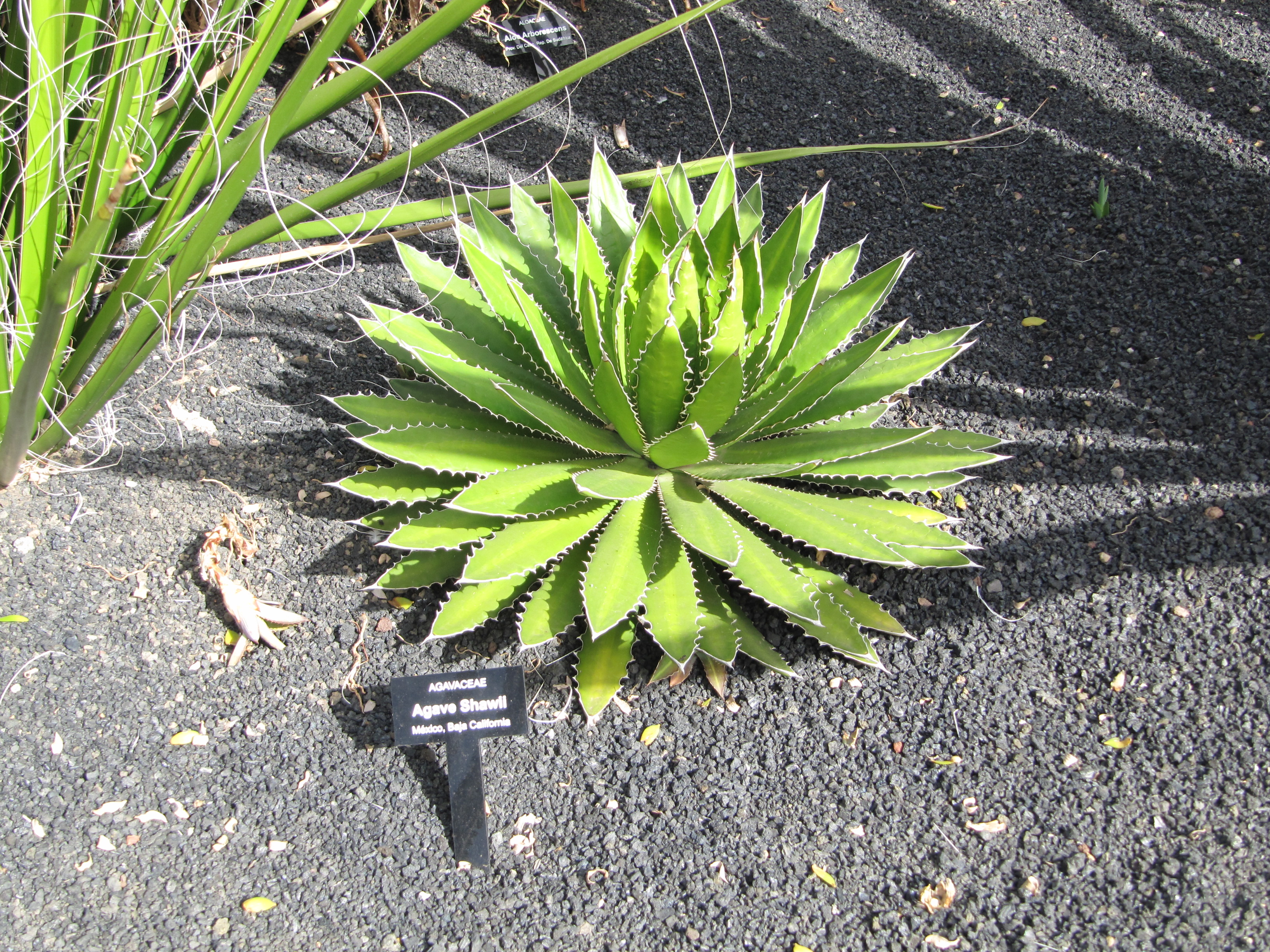
Vista de la planta

Agave shawii és una espècie de planta suculenta de l'antiga família de les Agavàcies, ara subfamília Agavoideae.

## Descripció
És una agave petita amb les fulles verdes, ovades de 20 a 50 cm longitud i de 8 a 20 cm d'ample, i amb els marges dentats, amb un patró variable. Les inflorescències formen una panícula de 2 a 4 m d'alçada amb unes 8-14 umbel·les laterals que sostenen grans bràctees de color porpra. Cada umbel·la consisteix en una massa de flors de color groc o vermell.
La subespècie goldmaniana és generalment més gran, amb fulles lanceolades de 40-70 cm i 18-25 umbel·les en una tija de 3-5 metres d'alçada, predominant al desert del centre de la península a la Baixa Califòrnia.
Tot i que és ocasionalment cultivada, aquesta agave es veu perjudicada per les gelades, començant els danys als -5 °C i essent extensius fins als -8 °C.

## Distribució
Es troba únicament al llarg de la costa del Pacífic a Baixa Califòrnia, estenent-se al nord als chaparrals costers del sud humit de Califòrnia.

## Taxonomia
Agave shawii va ser descrita per George Engelmann i publicada a Transactions of the Academy of Science of St. Louis 3: 314–316. 1875.

### Etimologia
- Agave: nom genèric que va ser donat a conèixer científicament el 1753 pel naturalista suec Linné, qui va agafar-lo del grec "Agavos". A la mitologia grega, Agave era una mènada filla de Cadme, rei de Tebes que, enfront d'una multitud de bacants, va assassinar al seu fill Penteu, successor de Cadme al tron. La paraula "agave" fa referència, doncs, a una cosa admirable o noble.[3]
- shawii: epítet atorgat en honor del botànic Henry Shaw.

#### Sinonímia
- Agave orcuttiana Trel.
- Agave pachyacantha Trel.
- Agave shawii subsp. shawii
- Agave shawii var. shawii[4]